# Kärrkrokmossa
Kärrkrokmossa (Sarmentypnum exannulatum) är en bladmossart som först beskrevs av Wilhelm Philipp Schimper, och fick sitt nu gällande namn av Lars Hedenäs. Kärrkrokmossa ingår i släktet nordkrokmossor, och familjen Calliergonaceae. Arten är reproducerande i Sverige.